# 虎镇塔
26°53′29.6″N 119°59′20.92″E / 26.891556°N 119.9891444°E
虎镇塔，位于中国福建省霞浦县松城街道龙首山，为霞浦县级文物保护单位，类型为古建筑，公布时间为1981年5月。
虎镇塔的历史年代为清，位于县城西北塔岗山顶，始建年代无考，清朝康熙十五年（1676年）重修。